# Jean Baer
Pour les articles homonymes, voir Baer.
Jean Baer, de son nom complet Jean-Georges Baer, né le 12 février 1902 à Londres et mort le 21 février 1975 à Neuchâtel, est un parasitologue et écologue suisse.

## Biographie
Né en Angleterre, il fait ses études à Neuchâtel, Genève, et à Paris, où il travaille avec Charles Joyeux. Son livre Ecology of animal parasites (1951) est considéré comme un classique dans le domaine. Baer a publié plus de 250 articles, parmi lesquels des travaux fondamentaux sur les Temnocephalida (un groupe de vers plats parasites) et sur les ténias.
Baer était membre de plusieurs sociétés scientifiques, vice-président de l'Union internationale des sociétés de biologie, et président de l'Union internationale pour la conservation de la nature (UICN) de 1958 à 1963.
Un rongeur, l'Hylomysque de Baer (Hylomyscus baeri) est nommé en son honneur.